# Harutaeographa pallida
Harutaeographa pallida är en fjärilsart som beskrevs av Yoshimoto 1993. Harutaeographa pallida ingår i släktet Harutaeographa och familjen nattflyn. Inga underarter finns listade i Catalogue of Life.

## Bildgalleri

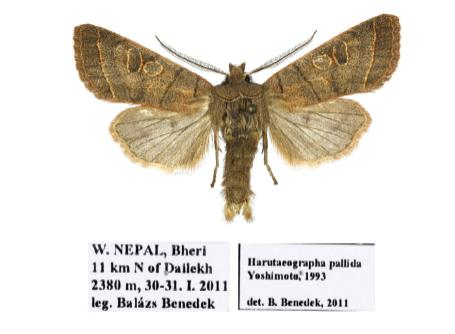